# 15e Luftwaffen-Felddivisie
De Duitse 15e Luftwaffen-Felddivisie (Duits: 15. Luftwaffen-Feld-Division) was een Duitse infanteriedivisie tijdens de Tweede Wereldoorlog. De divisie kwam van januari tot oktober 1943 in actie aan het oostfront. Na aanzienlijke verliezen te hebben geleden tijdens gevechten in de oostelijke Oekraïne, werd de divisie uiteindelijk ontbonden in de herfst van 1943.

## Geschiedenis

### Oprichting
De 7e en 8e Luftwaffen-Felddivisies waren enkele van de eerste Luftwaffen-Felddivisies die in actie kwamen, als onderdeel van Armee-Abteilung Hollidt in Zuid-Rusland. Deze leden al snel zware verliezen. Om de overblijfselen van deze formaties op te vangen, begon op 4 november 1942 de oprichting van een aanvankelijk niet-gespecificeerde Luftwaffen-Felddivisie Südost in het gebied Salsk-Ekaterinovka. De manschappen waren afkomstig uit de vliegende-, Flak-, verbindings- en genietroepen van Luftflotte 4, aangevuld met personeel vanuit de Heimat. Het IV. Fliegerkorps moest soldaten leveren voor de vorming van het Luftwaffen-Jäger-Regiment 29 voor de nieuwe divisie en het VIII. Fliegerkorps voor het Luftwaffen-Jäger-Regiment 30. Beide regimenten bestonden uit drie bataljons. De eerste commandant, Generalleutnant Alfred Mahncke, werd in oktober 1942 persoonlijk aangewezen door Hermann Göring. Met het oprichtingsbevel van 20 november 1942 werd de eenheid dan vervolgens omgedoopt tot de 15e Luftwaffen-Felddivisie.

### Eerste inzet in 1942/43

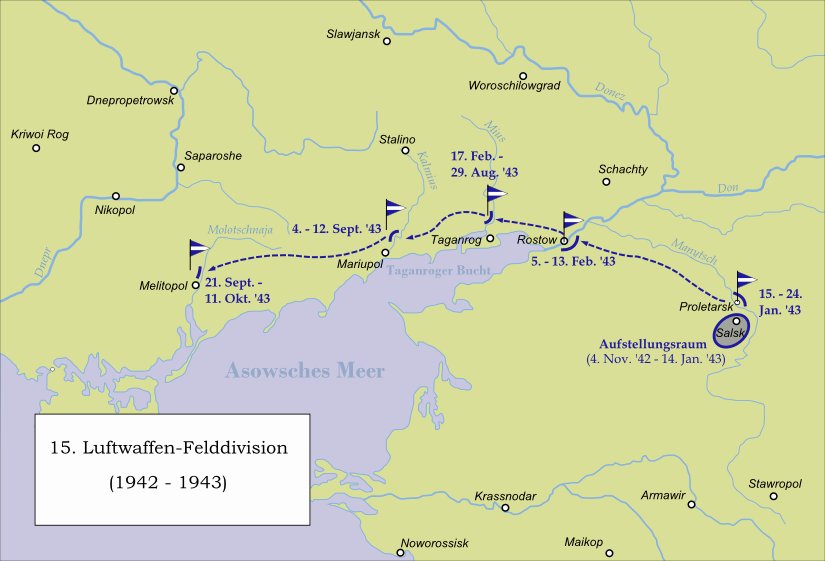
Inzetgebied van de divisie

Nog voordat de oprichting compleet was en zonder te wachten op de komst van het artillerieregiment, werd de divisie naar het front overgebracht om zich te verdedigen tegen het grootschalige Sovjetoffensief. Op 22 november 1942 werden delen van de eenheid voor het eerst ingezet om lokale Sovjetdoorbraken in de Duitse frontlinie af te sluiten. In een bruggenhoofd aan de Manitsj bij Proletarsk werd de eenheid van 15 tot 24 januari 1943 voor het eerst op grotere schaal ingezet. In december 1942 werd de divisie bestemd voor de ontzetoperatie voor Stalingrad. Omdat de divisie echter nog steeds in vorming was, gebeurde dit niet en werden slechts enkele van zijn luchtafweereenheden ingezet voor ondersteuning aan deze operatie. Vervolgens trok de divisie zich terug tot 17 februari 1943 terug naar Mioes. Ondanks zware verliezen bewees de divisie zich in deze veldslagen. Om deze reden werd de divisie op 12 februari 1943 geprezen in een rapport van het 4e Pantserleger.

### Reorganisatie
In het voorjaar van 1943 bleef het relatief rustig aan het front van de divisie, waardoor het kon worden gereorganiseerd. Zoals oorspronkelijk de bedoeling was geweest, werden in maart 1943 de restanten van de 7e en 8e Luftwaffen-Felddivisies in de divisie opgenomen. Ook in maart 1943 werd eindelijk Luftwaffen-Artillerie-Regiment 15 opgericht in de Heimat, bij Unterlüß en tegen mei 1943 arriveerde deze eenheid bij de divisie aan het front. De divisie had posities ingenomen op de hoogten op de westelijke oever van de Mioes aan beide zijden van Pokrovskoye. Er was echter een gebrek aan bouwmateriaal om de stellingen uit te breiden. Als gevolg hiervan werden grote delen van de troepen achter de frontlinies ingezet om bouwmaterialen te vervoeren. Deze moesten op hun beurt door andere troepen worden beschermd tegen aanvallen van partizanen. Daarom waren de linies van de divisie tamelijk uitgedund toen op 17 juli 1943 het nieuwe grote Sovjetoffensief (Mioes Operatie) begon. Zo moest de 2e compagnie van het Luftwaffen-Jäger-Regiment 29 een 1500 meter breed front verdedigen met slechts 91 man, 13 machinegeweren, vier granaatwerpers en een 20 mm luchtafweergeschut. In de sector van de divisie vonden echter alleen aanvallen plaats om Duitse troepen te binden, terwijl de grootste gevechten verder naar het noorden plaatsvonden. Hierdoor kon de divisie haar posities langs de Mioes voorlopig behouden.

### Verdere gevechten
Op 18 augustus 1943 begon het Sovjet-Zuidfront een nieuw offensief (Donbass Operatie) tegen het Duitse 6e Leger. Binnen enkele dagen braken Sovjettroepen door de Duitse linies en draaiden vervolgens zuidwaarts richting de Zee van Azov. Op 29 augustus 1943 bereikten ze de kust en sneden 29e Legerkorps af. Naast de 15e Luftwaffen-Felddivisie omvatte dit korps nog drie andere divisies, die vervolgens van alle kanten werden aangevallen door superieure Sovjettroepen en ten noorden van Taganrog werden samengedreven. In uiterst kostbare gevechten slaagden de Duitse eenheden, de zogenaamde Korpsgruppe Recknagel, er op 31 augustus 1943 in de Sovjet-omsingeling te doorbreken en tot achter de Kalmioes terug te trekken. Het waren slechts resten van de divisie, die van 4 tot 12 september 1943 stand hielden in deze positie. Het Luftwaffen-Jäger-Regiment 30 telde nog slechts 400 van de oorspronkelijke 2.600 soldaten. Op 20 september ging de divisie terug tot achter de Molotsjna ten noorden van Melitopol (de zogenaamde Panther-Wotan linie). Daar bleef ze tot medio oktober 1943 betrokken bij het afweren van Sovjetaanvallen.
Op 20 september 1943 vaardigde Hitler de instructie uit dat de resterende Luftwaffen-Felddivisie vóór 1 november van dat jaar aan het Heer moesten worden overgedragen. De nauwelijks bruikbare 15e Luftwaffen-Felddivisie werd echter niet meegenomen in deze ontwikkeling. De divisie werd op 11 oktober 1943 van het front teruggetrokken. Op 11 november 1943 werd de divisie dan uiteindelijk ontbonden. De resten van de divisie werden verdeeld tussen de 5e Luftwaffen-Felddivisie en vooral de 336e Infanteriedivisie. Alleen het 4e Afdeling (IV. Abt., (Flak)) van het artillerieregiment bleef bij de Luftwaffe en werd I./Flak-Regiment 46. De staf van de divisie werd overgebracht naar Cherson en werd tijdelijk toch vermeld als de 15e Felddivisie (L) in de Wehrmacht-overzichten. Deze staf werd uiteindelijk ontbonden in februari 1944.

### Einde
De 15e Luftwaffen-Felddivisie werd op 11 november 1943 opgeheven bij Cherson.

## Slagorde
- Luftwaffen-Jäger-Regiment 29 (met drie bataljons)
- Luftwaffen-Jäger-Regiment 30 (met drie bataljons)
- Luftwaffen-Artillerie-Regiment 15 (met vier afdelingen)
- Panzerjäger-Abteilung der Luftwaffen-Feld-Division 15
- Luftwaffen-Pionier-Bataillon 15
- Radfahrer-Kompanie der Luftwaffen-Feld-Division 15
- Luftnachrichten-Kompanie der Luftwaffen-Feld-Division 15
- Versorgungseinheiten der Luftwaffen-Feld-Division 15

## Commandanten
| Rang            | Naam             | Begin            | Eind            |
| --------------- | ---------------- | ---------------- | --------------- |
| Generalleutnant | Alfred Mahncke   | oktober 1942     | 2 januari 1943  |
| Oberst          | Heinrich Conrady | 2 januari 1943   | 8 januari 1943  |
| Oberst          | Eberhard Dewald  | 25 januari 1943  | 1 februari 1943 |
| Generalleutnant | Willibald Spang  | 15 februari 1943 | 7 november 1943 |

## Bovenliggende bevelslagen
| Legerkorps               | Leger                   | Legergroep       | Plaats/regio        | Begin                     | Eind                      |
| ------------------------ | ----------------------- | ---------------- | ------------------- | ------------------------- | ------------------------- |
| direct onder bevel       | Armeegruppe Hoth        | Heeresgruppe Don | Don                 | januari 1943              | eerste helft januari 1943 |
| direct onder bevel       | 4. Panzerarmee          | Heeresgruppe Don | Don                 | eerste helft januari 1943 | februari 1943             |
| 29e Legerkorps           | Armee-Abteilung Hollidt | Heeresgruppe Süd | Rostov, Taganrog    | maart 1943                | 6 maart 1943              |
| 29e Legerkorps           | 6. Armee                | Heeresgruppe Süd | Taganrog, Melitopol | 6 maart 1943              | begin oktober 1943        |
| 44e Legerkorps           | 6. Armee                | Heeresgruppe A   | Melitopol, Cherson  | begin oktober 1943        | eind oktober 1943         |
| Befehlshaber Westtaurien | 6. Armee                | Heeresgruppe A   | Cherson             | november 1943             | 11 november 1943          |